# Nazario Espinosa
Nazario Espinosa Araujo fue un litógrafo y personaje muy reconocido en la ciudad de Zacatecas, capital del mismo nombre en México, durante la segunda mitad del siglo XIX y principios del XX, gracias a que fundó el Taller de litografía de Nazario Espinosa que alcanzó niveles de calidad internacionales en la impresión de litografías comerciales. 

## Fundación del taller litográfico
La historia del taller de litografía de Nazario Espinosa Araujo se inicia cuando salió de Guanajuato, de donde era oriundo, rumbo a la Ciudad de México. Posteriormente viajó a la ciudad de Zacatecas, en donde entró a trabajar en un negocio de litografía con el Sr. Juan Cantabrana en 1862. Este último, al no poder manejar los pequeños talleres de imprenta y litografía de su propiedad, deja a Nazario administrando el negocio de litografía, del cual queda posteriormente como propietario.
Su trabajo, que abarca desde 1862 hasta 1914, ha sido exhibido en el museo de la ciudad de Zacatecas y sus impresos comerciales ahora se encuentran en colecciones privadas en la misma ciudad.
Se supo vincular con excelentes artistas gráficos, como el pintor Fidencio Díaz de la Vega, y obtener una calidad de diseño e impresión sorprendentes para esa época.

En su artículo Breve itinerario histórico de la prensa zacatecana , Luis Medina Lizalde muestra un panorama del periodismo y la impresión en Zacatecas a lo largo de la historia:

La historia zacatecana registra al señor Aniceto Villagrana como el primer empresario privado en esa materia y se remonta a 1838 cuando abrió un taller de imprenta, que en 1848 se asoció al taller litográfico del francés A. Boudain. La tradición impresora de la familia Villagrana continuó por esos años. Pasada la segunda mitad del siglo XIX se supo también del taller del señor Nazario Espinosa, cuyos trabajos profesionales fueron reconocidos. Ellos eran los más destacados de una serie de particulares que con devoción cultivaron este oficio y que hicieron posible la aparición de un periodismo ligado a las grandes causas nacionales.

Se puede ver un breve artículo sobre Nazario Espinosa en la versión web del periódico Zacatecano Imagen  (enlace roto disponible en Internet Archive; véase el historial, la primera versión y la última).

## Apreciación iconológica
La obra de Nazario Espinosa Araujo es amplia y diversificada. Los temas y las composiciones varían en función de los pedidos que recibía el litógrafo. Se encuentran, tanto etiquetas comerciales anunciando todo tipo de productos y de empresas, que símbolos patrios representados en los anuncios y los informes gubernamentales. La temática refleja diversas ideologías: progresista, republicana, nacionalista, tradicionalista o religiosa. La masa de imágenes puede dar una idea de las actividades productivas que existían en la región durante la segunda mitad del decimonoveno siglo y principios del vigésimo. La atmósfera misma que envolvía aquella época es perfectamente sintetizada a través de la iconografía, la temática y las técnicas empleadas. Una tendencia muy utilizada en las etiquetas es el marco horizontal alargado. Una línea oblicua ascendente y ondulante atraviesa la imagen de un extremo al otro. 

A lo largo de este eje se reparten los iconos y el texto, ubicados en un espacio dividido, grosso modo, en dos triángulos rectángulos. El ojo recorre rápidamente la composición recibiendo el mensaje, como es uso en la publicidad. Se trata sin embargo de un estilo publicitario narrativo, diferente de la tendencia actual que se dedica más bien a provocar una repercusión gracias a procedimientos más compactos: una palabra clave, un color atractivo, una imagen seductora. Naturalmente, la obra de Espinosa no está tan alejada de la publicidad contemporánea. La diferencia reside en el estilo y la técnica propios de su siglo. 
Se puede afirmar que están presentes en esta producción las premisas de rasgos característicos del siglo XX, tales como la ascensión del impacto publicitario, del lenguaje ideográfico, del reino del icono, de la comunicación visual y del simbolismo gráfico. Se alude a invenciones que han revolucionado el modo de vida, como son la luz eléctrica, el telégrafo o la fotografía, igual que la máquina de vapor y el ferrocarril. La tendencia pictográfica del artista se manifiesta en su gusto por los emblemas de oficios. Es así que el arquitecto está acompañado de sus instrumentos de medición y de dibujo, el médico del caduceo, el boticario del mortero con su maja, el cartógrafo del mapamundi y el minero del martillo, pico y pala.

En este registro, la tipografía está simbolizada por la prensa, el rodillo o el busto de Gutenberg. La producción de Espinosa es un perfecto reflejo de la época de Porfirio Díaz, cuyos mandatos presidenciales coincidieron con el arranque del libre comercio, de la inversión extranjera y del desarrollo tecnológico e industrial en México. La arquitectura se encuentra detallada con una gran precisión de trazo en viñetas publicitarias. Esas litografías aducen preciosos documentos para la historia de ciertos edificios, como el Teatro Fernando Calderón y algunas casonas del Centro Histórico. 

La asociación entre el pintor Fidencio Díaz de la Vega y el litógrafo ha dejado resultados de una gran calidad artística, donde el talento del primero está puesto en valor por la maestría del segundo, o viceversa. El repertorio iconográfico recurre a los elementos clásicos de la Antigüedad grecorromana, del Renacimiento y del Neoclasicismo. El Historicismo, el Romanticismo y el Modernismo son predominantes. Hay también algunos rasgos de inspiración gótica así como una raras expresiones tradicionalistas. Al contrario, las imágenes reflejando la modernidad y el progreso abundan en la obra gráfica de los talleres Espinosa. Las manifestaciones barrocas son casi inexistentes en sí, aunque el gusto pronunciado por los roleos, los emblemas y las composiciones cargadas, pueda interpretarse como una esencia barroca latente sin que haya una plena voluntad barroquisante en el artista. El vuelo por encima de esta obra permite percibir, a la vez, la emanación de un eclecticismo universal y de una profunda identidad mexicana.
- Datos: Q6138315